# Zhiying Zeng
Zhiying "Tania" Zeng (nascuda el 17 de juliol de 1966; cantonès Yale: dzāng jī wihng) és una jugadora de tennis taula xinesa-xilena. Nascuda a la Xina, representa Xile internacionalment. Zeng havia estat a l'equip xinès fins que es va traslladar a Xile. Va estar molt de temps sense competir, i va tornar al tennis taula durant la pandèmia per COVID-19. Es va qualificar per competir als Jocs Olímpics d'Estiu de 2024, representant Xile, però va perdre en les rondes preliminars i no va passar a la fase final.

## Biografia
Zeng va néixer a Canton. La seva mare era entrenadora de tennis taula i Zeng va créixer a prop d'un complex esportiu amb accés a jugadors professionals. La va entrenar la seva mare fins als 9 anys, i als 11 anys va entrar en una acadèmia esportiva d'elit. És amiga de la seva antiga companya de l'equip xinès Ni Xialian, nascuda a Xangai i ara establerta a Luxemburg, amb qui es va retrobar durant les Olimpíades de 2024.
Quan es va professionalitzar als 12 anys d'edat, ja havia guanyat un campionat nacional júnior. Va arribar a la selecció nacional als 16 anys. Segons Zeng, el 1986 es va fer un canvi al reglament que la va perjudicar: es va fer obligatori que les dues cares de la raqueta fossin de colors diferents, i a ella li agradava confondre els seus rivals canviant sovint de cara mentre jugava. Amb aquest canvi, el seu estil de joc va passar a ser més predictible i va caure de la selecció nacional.
El 1989, Zeng va acceptar una invitació per anar a Xile a fer d'entrenadora per escolars a Arica. El 2003, Zeng va començar a jugar un altre cop per animar el seu fill a aficionar-s'hi. Va guanyar tornejos a nivell nacional el 2004 i el 2005, quan ho va deixar, un cop el seu fill era prou gran per viatjar sol a les competicions.
Zeng va deixar-ho durant una llarga temporada, i va tornar a la competició de tennis taula durant la pandèmia per COVID-19. Primer va competir en tornejos regionals d'Iquique, fins que es va qualificar per a l'equip femení dels Campionats Sud-americans de Tennis Taula. Allà, va guanyar la competició per equips, i va guanyar la plata en individual i dobles femenins. Zeng va participar després als Jocs Panamericans de 2023, guanyant el bronze en la competició per equips juntament amb Daniela Ortega i Paulina Vega. El seu rendiment, i una remuntada de quatre sets en la primer ronda de la competició individual, la van convertir en una sensació mediàtica a Xile, i fins i tot el president xilè Gabriel Boric la va felicitar a les xarxes socials.
Es va qualificar per competir als Jocs Olímpics d'Estiu de 2024, però va perdre en la ronda preliminar i no va passar a la final.

## Vida personal
Viu a Iquique, a Xile, on és propietària d'un negoci de mobles. Està casada i té dos fills. Parla castellà amb fluïdesa.

## Premis
El desembre de 2024, Zhiying Zeng fou inclosa a la llista 100 Women de la BBC.